# Trachylepis pendeana
Trachylepis pendeana este o specie de șopârle din genul Trachylepis, familia Scincidae, descrisă de Ivan Ineich și Laurent Chirio în anul 2000. Conform Catalogue of Life specia Trachylepis pendeana nu are subspecii cunoscute.